# Talk box

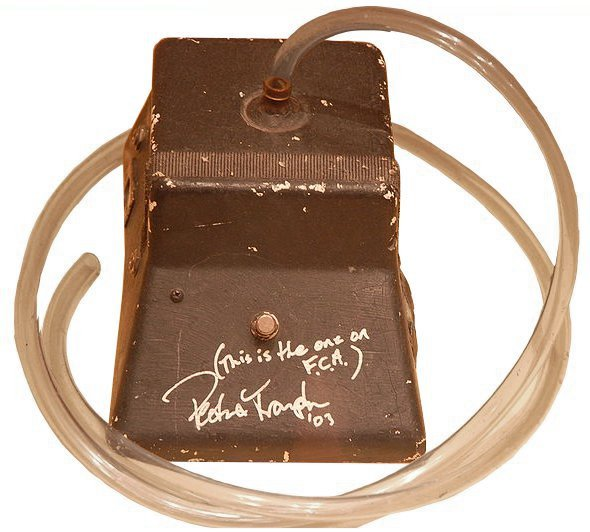
Talk Box de Peter Frampton

Un talk box (o talkbox) es un dispositivo de efectos de sonido que permite a su usuario modificar el sonido que tiene un instrumento musical cambiando la forma de la boca. Este efecto puede usarse para cambiar la frecuencia del sonido y para aplicar sonidos vocales (como canciones) a un instrumento musical, como a la guitarra o al teclado.
Un talk box se compone de un pedal de efectos que se apoya en el suelo y que adjunta un altavoz conectado a un tubo de plástico. La caja permite conectar una salida de altavoz de un amplificador, y a la vez un altavoz como el de cualquier instrumento. Un interruptor maniobrable con el pie permite dirigir el sonido al altavoz del talk box o al altavoz normal. El otro extremo del tubo está conectado a un micrófono, para dirigir el sonido cerca o dentro de la boca del artista.
Cuando está activado, el sonido del amplificador se reproduce mediante el altavoz del talk box, y dirigido a lo largo del tubo hasta dentro de la boca del artista. La forma en la que pone el artista la boca, filtra el sonido, y el micrófono recoge el sonido. La forma de la boca cambia el contenido armónico del sonido de la misma manera que afecta al sonido generado por las cuerdas vocales al hablar. El artista varía la forma de la boca y la posición de la lengua, cambiando el sonido del instrumento que se está reproduciendo por el altavoz del talkbox. También, si el artista vocaliza palabras, parecerá que el instrumento habla. Este sonido deformado sale de la boca del artista, y cuando entra en el micrófono, se oye una mezcla entre su voz y la voz generada.
El sonido puede ser de cualquier instrumento musical, pero se suele usar la guitarra, porque cuando los armónicos de una guitarra eléctrica se moldean con la boca, producen un sonido muy similar a la voz humana, haciendo que la guitarra parezca que "habla".

## Historia
El primer efecto de estilo talk box fue inventado en 1939 por Alvino Rey, un operador de radio amateur y músico de Jazz, usando un micrófono de garganta conectado de cierta forma para modular el sonido de su pedal steel guitar. Luego hubo varias versiones y mejoras hechas por distintos fabricantes, como por ejemplo el Talk Box de Kustom Electronics, también conocido como "The Bag" ("la cartera" destacado por ser literalmente una cartera con un tubo de plástico que se cuelga al hombro, en vez de ser un pedal de piso) fabricado en la década del '60. En 1973 lo patentó Bob Heil, de la Heil Sound, ya con el formato de pedal como se lo conoce en la actualidad.
- Jeff Beck usó el talk box en su álbum Blow By Blow, en su versión del She's a Woman de The Beatles. Antes de eso, Beck lo usó en el Beck Bogert & Appice, un álbum lanzado en noviembre de 1973.
- En ese mismo año (1973), Heil le dio su talk box a Peter Frampton como un regalo de Navidad y Frampton lo usó repetidamente en su álbum Frampton Comes Alive!.[2] Debido al éxito del álbum, y particularmente de los sencillos  Do You Feel Like We Do y Show Me the Way, Frampton se convirtió en un sinónimo de uso del talk box, a pesar de usarlo solamente en una pequeña parte de su discografía; de hecho al talk box se le ha llamado Framptone. Aún más, fue  popularizado por Roger Troutman de la banda de funk Zapp en temas como More "Bounce To The Ounce", "So Ruff, So Tuff", "Do It Roger", etc. a partir de 1980 y que cultivó en toda su carrera solista con gran éxito alrededor del orbe.
- Por otra parte Joe Walsh también la usó en su tema "Rocky Mountain Way" de su álbum en solitario de 1973 "The Smoker You Drink, The Player You Get"
- En 1988, Heil vendió los derechos de producción a Dunlop Manufacturing Inc., que es la empresa que sigue construyendo el Heil Talk Box según el estándar exacto sobre el que lo construyera Bob Heil. Peter Frampton también vende su propia línea de productos framptone, que incluyen un talk box.
- También fue usado por el guitarrista Richie Sambora de Bon Jovi, Slash de Guns N' Roses, Kirk Hammett de Metallica, Matthias Jabs de Scorpions, Joe Perry de Aerosmith y Adam Jones de Tool. Se aprecia en la banda sonora Speak with your heart de Sonic Colour. También se puede apreciar en el tema Carolina del disco Apocalyptic Love de Slash.
- El guitarrista Jerry Cantrell de Alice in Chains usa el talk box en el tema Man in the Box de Facelift del año 1990.
- El guitarrista Richie Sambora de Bon Jovi usa el talk box en el tema Livin' on a Prayer de Slippery When Wet en 1986 y en It's My Life de Crush en el 2000.
- El guitarrista John Petrucci de Dream Theater usa el talk box en el tema Lines in the Sand de Falling into Infinity en el directo de Bucharest en 2002.
- David Gilmour, guitarrista de Pink Floyd, también usa el talk box en el tema Pigs (Three Different Ones)[3] del álbum Animals y en Keep Talking del álbum The Division Bell. También Brian May, guitarrista de la mítica banda Queen, usa el talk box en la canción Delilah[4] del álbum Innuendo de 1991. En otras oportunidades la utilizó en 1994 junto a Pink Floyd en el tan aclamado por los mejores críticos como el mejor concierto de la historia PULSE, en la canción mencionada Keep Talking.
- Dave Grohl, cantante y guitarrista de Foo Fighters, usa un talk box en la canción Generator.
- Zakk Wylde usa un talk box en la canción Fire It Up de Black Label Society.
- Mick Mars, guitarrista de Mötley Crue, usa talk box en la canción Kickstart my Heart del álbum Dr. Feelgood
- Slash, guitarrista de Guns N' Roses, usa talk box en la canción Anything Goes del álbum Appetite for Destruction.